# Dexosarcophaga palistana
Dexosarcophaga palistana är en tvåvingeart som beskrevs av Guilherme A.M.Lopes 1982. Dexosarcophaga palistana ingår i släktet Dexosarcophaga och familjen köttflugor. Inga underarter finns listade i Catalogue of Life.